# ГЕС Кунда IV
ГЕС Кунда IV — гідроелектростанція на півдні Індії у штаті Тамілнад. Знаходячись після ГЕС Кунда III, становить нижній ступінь гідровузла у сточищі річки Бхавані, правої притоки Кавері (кількома рукавами впадає у Бенгальську затоку за пів сотні кілометрів на південь від Пудучеррі).
На відміну від розташованих вище станцій каскаду, машинні зали яких є у сточищі лівої притоки Бхавані річки Кунда (хоча й живляться з різних джерел, включаючи деривацію з верхів'я Бхавані), останній ступінь пов'язаний із греблею на самій Бхавані, зведеною за кілька кілометрів після впадіння Кунди. Це мурована споруда висотою 88 метрів та довжиною 357 метрів, яка потребувала 488 тис. м3 матеріалу та утримує водойму з об'ємом 35 млн м3 (корисний об'єм 28 млн м3), в якій під час операційної діяльності можливе коливання рівня поверхні між позначками 396 та 427 метрів НРМ.
Пригреблевий машинний зал обладнали двома турбінами типу Френсіс потужністю по 50 МВт, які працюють при напорі до 74,7 метра (номінальний напір 64 метри). При цьому один гідроагрегат ввели в експлуатацію у 1966-му, а другий додали в 1978-му.